# Auca

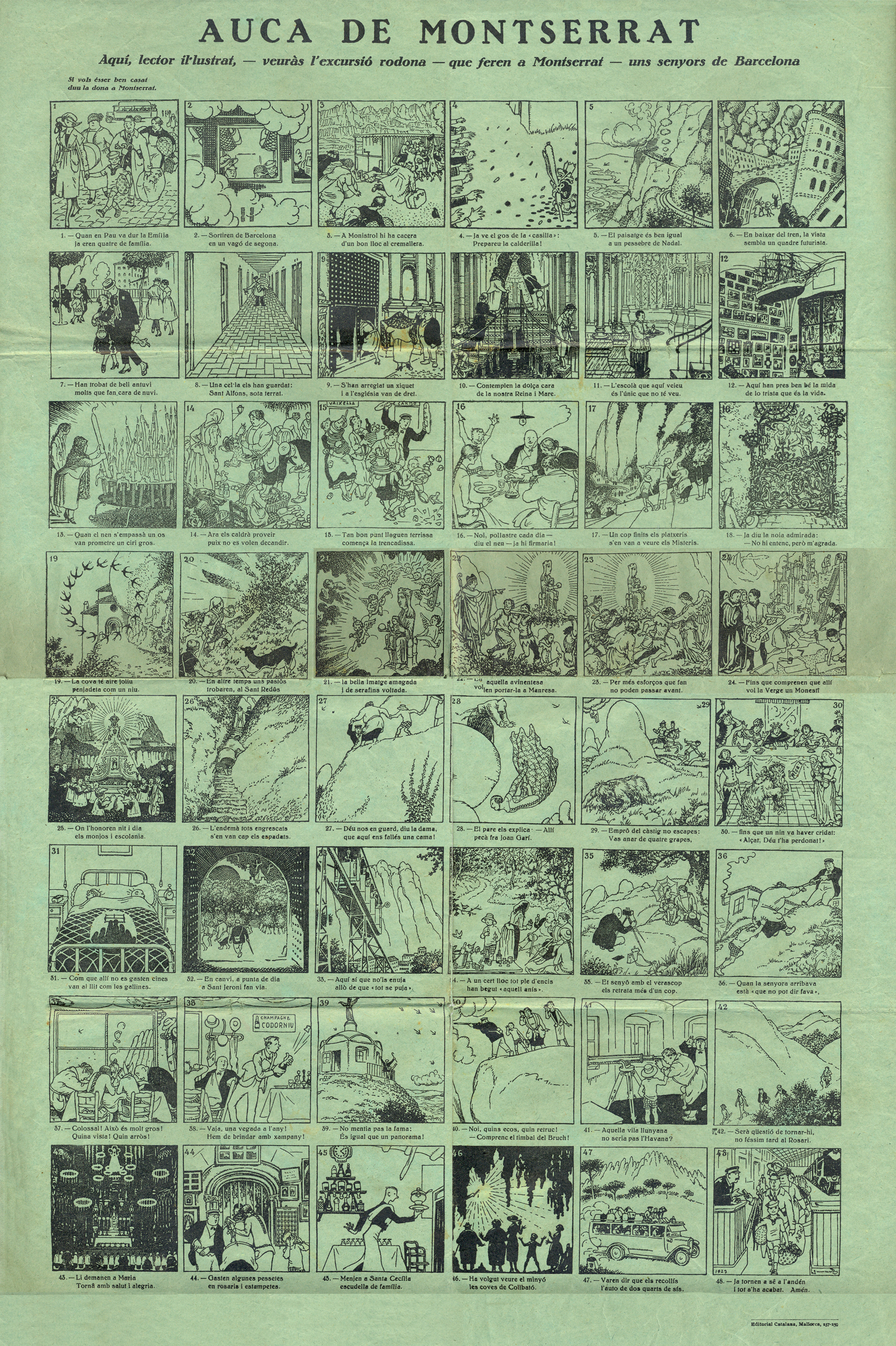
Auca de Montserrat („Auca vom Montserrat“) aus dem Jahre 1923 mit Illustrationen von Joan Junceda. Im Rahmen eines Familienausfluges werden in dieser Bildergeschichte die Sehenswürdigkeiten und die Legenden des bekannten Ausflugs- und Wallfahrtzieles des Montserrat beschrieben.

Eine Auca (Mehrzahl Auques) ist eine Bildergeschichte aus Katalonien, die ein historisches Ereignis, eine Biografie, eine Legende o. ä. in zumeist humorvoller oder satirischer Form schildert. Die einzelnen Bilder werden dabei typischerweise von je einem zweizeiligen Vers begleitete. Die Auques sind eine Ausdrucksform der volkstümlichen, traditionellen Literatur Kataloniens, der sogenannten literatura de fil i canya (auf Deutsch etwa „Faden- und Schilfrohr-Literatur“). Sie stellen eine frühe Form des Comics dar.

## Form
Eine Auca besteht traditionellerweise aus 48 einzelnen, auf einem Bogen in Kästchen angeordneten Bildern. Die Zeichnungen haben dabei eine Größe zwischen 6 × 6 cm bis 8 × 8 cm, der gesamte Bogen 40 × 30 cm bis 60 × 40 cm (d. h. Folio- bzw. Groß-Folio Format, in etwa dem heutigen DIN A3 bis A2 entsprechend). Seltener gibt es Auques mit nur 24 Bildern. Die Illustrationen werden jeweils von einer Bildlegende in Form eines zweizeiligen Vers begleitet, rodolí genannt. Bisweilen gibt es einen weiteren zweizeiligen Vers am Kopf des Bogens, der als Einleitung zur Geschichte dient.

## Ursprung und Geschichte

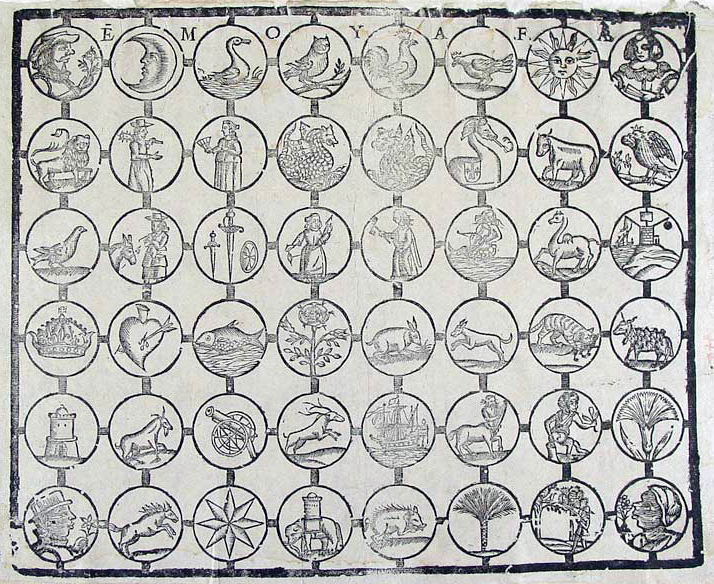
Auca del Sol i de la Lluna („Auca der Sonne und des Mondes“) von Pere Abadal aus dem Jahre 1676

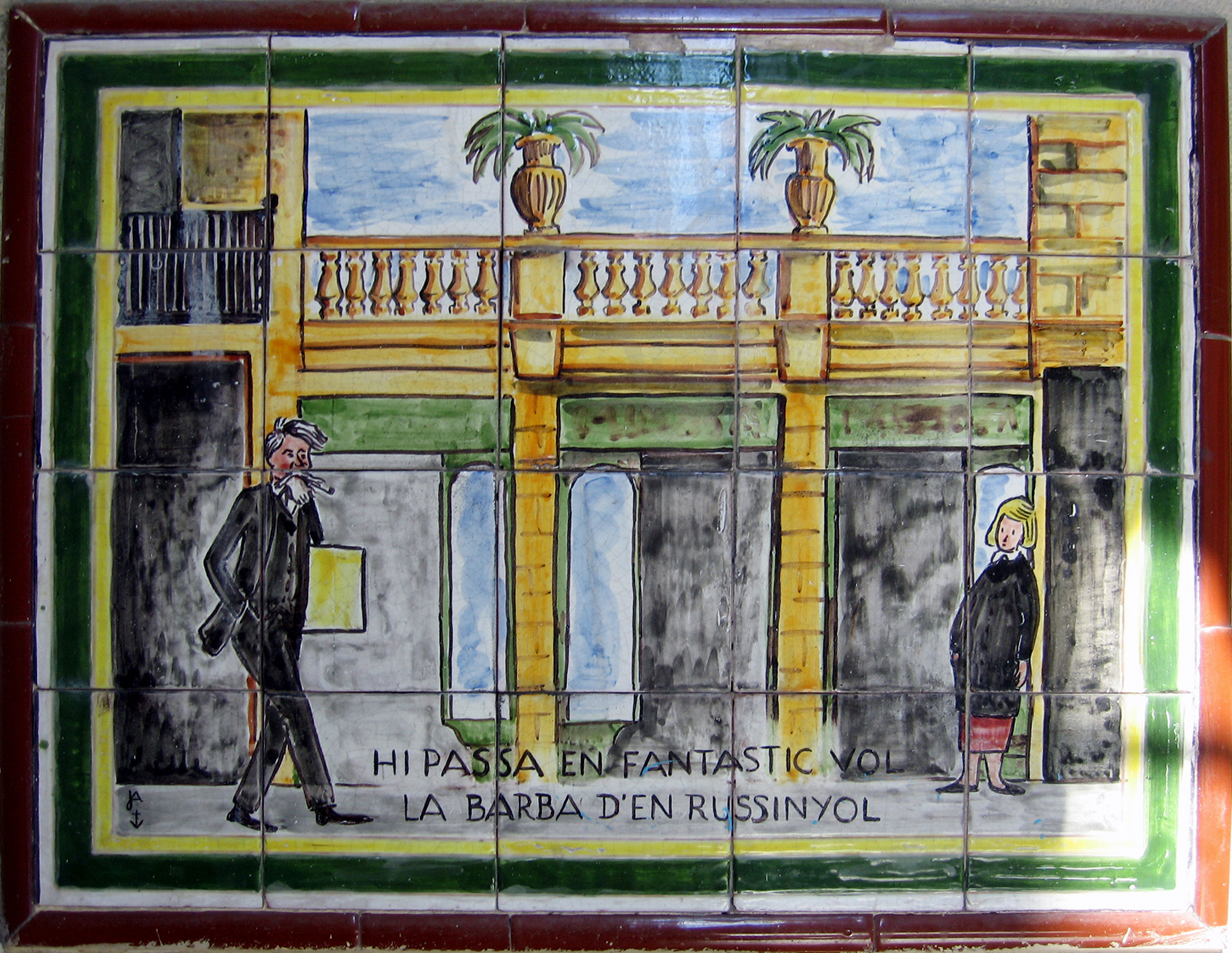
Motiv der Auca del Carrer de Petritxol in Barcelona, das den Maler und Schriftsteller Santiago Rusiñol zeigt.

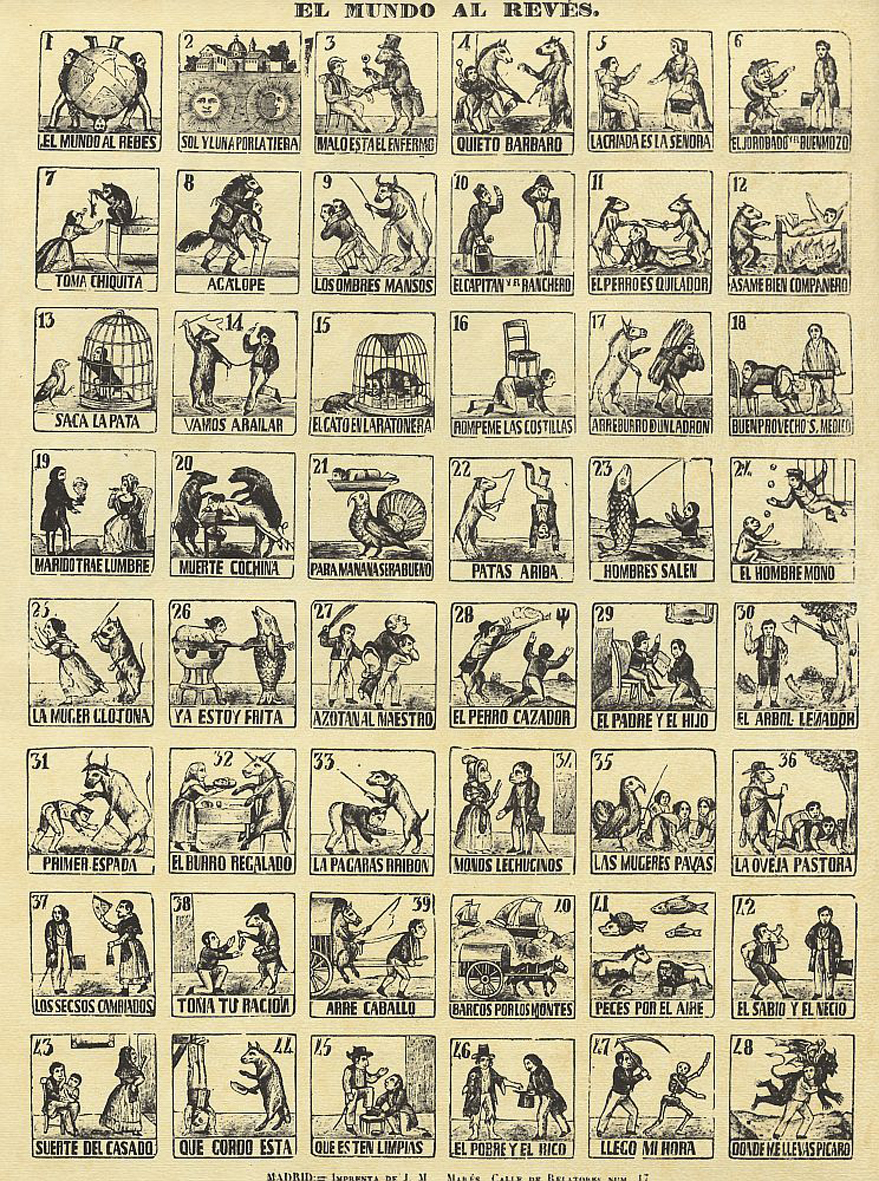
Aleluya El mundo al revés („Die Welt verkehrt herum“) aus dem 19. Jahrhundert von der Druckerei J. M. Marés aus Madrid

Die Verbreitung der Auques beginnt im 17. Jahrhundert. Man nimmt an, dass sich die Bildbögen wie auch ihr Name aus dem Gänsespiel – auf Katalanisch Joc de l’oca, in Nordkatalonien Joc de l’auca – entwickelt haben.
Die älteste bekannte Auca ist die Auca del Sol i de la Lluna („Auca der Sonne und des Mondes“) aus dem Jahre 1676. Sie wurde von dem Buchdrucker und -illustrator Pere Abadal aus Moià erstellt und zeigt eine Reihe von Figuren, Tieren, Fabelwesen und Gestirne. Eine Besonderheit ist hier die selten anzutreffende Verwendung von runden Bildfeldern. Diese ältesten Auques, die auques arcaiques („archaische Auques“) genannt werden, hatten noch nicht die Form einer Geschichte und wurden nicht von Text begleitet. Häufig sind Darstellungen aus dem Bereich der Mythologie oder der Handwerkskünste und -gewerbe, der arts i oficis, wie sie auch vielfach auf traditionellen katalanischen Wandkacheln – ähnlich den Azulejos – zu finden sind.
Ende des 18. Jahrhunderts erscheint ein neuer Typus Auques, die sogenannten auques primitives („primitive Auques“), mit Motiven aus dem Bereich der Kinderspiele, der Feiertage und Prozessionen, der Tier- und Pflanzenarten oder des Soldatenlebens. Die Abbildungen werden jetzt mit Nummern oder Namen versehen.
Im 19. Jahrhundert vervielfältigen sich schließlich die Leser und die Themen der Auques, die nun auch Fabeln, Moralgeschichten, Biografien, Theaterstücke, historische Begebenheit und dergleichen mehr illustrieren. Zu dieser Zeit wird der Gebrauch von Versen als Bildlegende in Form von Zwei- oder Dreizeilern üblich. Mit ihrer Verbreitung entwickeln sich die Auques zu einem einträglichen Geschäft – sie wurden in Papierwaren- und Buchhandlungen sowie in Kurzwaren- und Küchenwarengeschäften verkauft. Zu den erfolgreichsten Auca-Verlegern gehörten Josep Piferrer und Ignasi Estivill aus Barcelona, Augustí Laborda und Joan Llorens aus Valencia, Miquel Homs aus Girona und Blai Bellver aus Xàtiva.
In Kastilien verbreiteten sich die Auques ab Mitte des 19. Jahrhunderts unter dem Namen Aleluyas und fanden u. a. auch am spanischen Königshof regen Anklang.
Um die Jahrhundertwende erleidet die Produktion der Auques einen erheblichen Einbruch, in deren Folge wenig neue Werke veröffentlicht und hauptsächlich alte Motive der Auques arcaiques und primitives reproduziert wurden. Ab den 1920er Jahren erlebten die Bildgeschichten jedoch eine Renaissance und erfreuen sich bis zum heutigen Tage großer Beliebtheit. Ältere oder seltene Auques haben sich zu begehrten Sammlerobjekte entwickelt, die hohe Preise erzielen können.
Auf Grund ihrer künstlerischen Qualität oder gesellschaftlichen Bedeutung gelten folgende Auques als herausragende Beispiele ihrer Art:
- Auca del noi antifeixista i humà (1937) – Auca des antifaschistischen und humanistischen Jungen
- Auca de les festes de l’entronització de la Mare de Déu de Montserrat (1947) – Auca der Feiern zur Inthronisierung der Mutter Gottes vom Montserrat
- Auca d’en Pompeu Fabra (1969) – Auca von Pompeu Fabra

## Sonstiges
In seinem Roman und Theaterstück L’auca del senyor Esteve („Die Auca des Herrn Esteve“) beschreibt Santiago Rusiñol das Leben eines biederen Geschäftsinhabers, der in Konflikt mit seinem Sohn gerät, als dieser sich weigert das Familiengeschäft weiterzuführen und beschließt, sich der Kunst zu widmen.